# Petkana Makaveeva
Petkana Makaveeva (nacida el 4 de octubre de 1952 en Lipen) es una exjugadora de baloncesto búlgara. Consiguió 4 medallas en competiciones oficiales con Bulgaria.